# Asesinato de Serena McKay
Serena Chelsea «Serenity» McKay (Winnipeg, Manitoba; 30 de septiembre de 1997 - Primera Nación Sagkeeng, Manitoba; 22 o 23 de abril de 2017) era una joven indígena de Manitoba, cuyo asesinato fue grabado en vídeo y publicado en las redes sociales, en particular en Facebook Live.
Su cuerpo fue encontrado el 23 de abril de 2017 en la reserva de la Primera Nación Sagkeeng al noreste de Winnipeg (Manitoba). Según CBC News, circularon dos vídeos del crimen, y la versión más larga permaneció en Facebook durante cuatro horas el 26 de abril antes de ser retirada del sitio tras ser denunciada. Las adolescentes que se declararon culpables del asesinato de McKay, su antigua compañera de colegio, tenían 16 y 17 años en el momento de su detención.

## Biografía
Serena Chelsea McKay, que prefería usar el nombre de «Serenity», nació el 30 de septiembre de 1997, hija de Harvey McKay y Delores Daniels. Sus hermanos eran Michelle McKay, Joshua Daniels, Alexander McKay y Jonathan McKay.
McKay creció en Winnipeg y pasó temporadas en las Primeras Naciones Pine Creek, Peguis y George Gordon de Manitoba. Aunque vivía en la comunidad vecina de Pine Creek, asistió a la Sagkeeng Anicinabe High School, donde cursaba el duodécimo curso en el momento de su muerte. La escuela concedería a McKay un diploma póstumo en la convocatoria de su clase en junio de 2017, además de crear una beca en su nombre.

## Asesinato y publicación
El asesinato tuvo lugar en la Primera Nación Sagkeeng, a 100 kilómetros al noreste de Winnipeg, en Manitoba. No se sabe con exactitud si McKay murió el 22 o el 23 de abril: fue vista por última vez la noche del 22 de abril de 2017 y se denunció su desaparición al destacamento de la Policía Montada del Canadá (RPMC) en la vecina localidad de Powerview a las 18 horas del 23 de abril; dos horas después de la denuncia de desaparición, a las 20 horas, se encontró en Sagkeeng un cadáver, que posteriormente se confirmó que era Serena McKay.
El asesinato fue filmado y publicado en las redes sociales; el material gráfico circuló en una versión corta y otra larga en Facebook. El vídeo llegó a mostrar a una joven ensangrentada, apenas consciente, tendida en el suelo, mientras recibe repetidas patadas y puñetazos en la cabeza. Además de la sangre y las lesiones faciales de la víctima, el vídeo más largo también muestra cómo le pisaban la cabeza con una bota pesada, así como el sonido de huesos quebrándose, durante la agresión.
En el vídeo se oyen voces femeninas y masculinas, pero no está claro cuántas personas había a su alrededor, aparte de dos mujeres. Durante la agresión, la víctima gritaba: «Lo siento mucho», aunque no se sabe por qué lo siente ni por qué la atacan. Una voz femenina le dice a la víctima: «Si mandas a alguien a por mí, te mataré. Te mataré yo misma, joder».
Más tarde, en la noche del asesinato, la sospechosa más joven envió una foto de Snapchat, cubierta de sangre y sonriendo, con el pie de foto, «just chilling». Según un supuesto intercambio de mensajes instantáneos entre una de las presuntas sospechosas a un residente de Sagkeeng, le rompió la nariz a la víctima, que posteriormente se marchó pero que, no obstante, estaba «OK» y «up and walking». La sospechosa también mencionó que la nariz de la víctima «sangraba mucho».
Un patólogo declaró durante el juicio de los dos presuntos asesinos que McKay probablemente murió de hipotermia, ya que no pudo protegerse del frío debido a sus lesiones y a la cantidad de alcohol que tenía en el organismo. El tribunal también escuchó que McKay tenía 67 lesiones en el cuerpo en el momento de la muerte.

### Difusión del vídeo
El vídeo del asesinato circuló en versión corta y larga en Facebook, donde permaneció al menos tres días antes de ser retirado.
La versión corta fue retirada después de que el Gran Jefe de Sagkeeng, Derrick Henderson, hiciera una petición a Facebook, mientras que la versión larga se retiró del sitio después de que CBC News informara de ello a Facebook y a la RPMC. Según la CBC, la versión larga permaneció en el sitio durante cuatro horas el 26 de abril antes de ser retirada.

## Sospechosos e investigación

### Investigación
El cadáver golpeado de McKay fue hallado el 23 de abril cerca de una casa en Sagkeeng, dos horas después de que se denunciara su desaparición. Alma Kakikepinace, residente en dicha localidad, fue una de las primeras en descubrir el cadáver de la joven. Posteriormente se detuvo a dos adolescentes (de 16 y 17 años, respectivamente, en ese momento).
Claude Guimond, director del instituto de McKay, fue informado del vídeo por sus compañeros de clase el 24 de abril, un día después del hallazgo del cadáver. Al ver el rostro de la víctima, Guimond creyó que se trataba de McKay y remitió las pruebas a la RPMC de Powerview. También ese día, la sospechosa más joven (16 años) habló con un consejero escolar sobre la paliza y más tarde se entregó a las autoridades.
Uno de los sospechosos también fue acusado de escribir mensajes instantáneos sobre la muerte. El Winnipeg Free Press informó de que recibió un intercambio de mensajes privados de «un residente de la reserva» en el que uno de los presuntos sospechosos escribe al principio: «Nos peleamos, le rompí la nariz y luego pasó eso, después se fue, estaba bien. Estaba levantada y caminando». Unas horas más tarde, el sospechoso escribió: 

«La encontraron muerta hermano [...] Prométeme decir que cuando nos peleamos no fue tan grave [...] Sólo le sangraba mucho la nariz [...] Estoy jodidamente asustado. Prométeme que no les dirás que peleé mortalmente con ella. Por favor hermano... Di que después de cerrar la puerta, ella se fue».

En la primera semana de mayo de 2017, la RPMC dictaminó que la muerte había sido un homicidio, y acusó a las dos chicas de asesinato en segundo grado. Aunque se sabe que las dos chicas iban a la escuela con McKay, la Ley de Justicia Penal Juvenil de Canadá prohíbe revelar los nombres de los jóvenes delincuentes acusados o condenados, y los nombres de los sospechosos no pueden revelarse públicamente.

### Juicio y detención
Un patólogo declaró durante el juicio que McKay probablemente murió de hipotermia, incapaz de protegerse del frío debido a sus lesiones y a la cantidad de alcohol que tenía en el organismo. Las dos chicas fueron acusadas de asesinato en segundo grado y se declararon culpables de ello, y se les ordenó someterse a una evaluación psicológica. Tras sus declaraciones de culpabilidad, los fiscales también habían intentado solicitar sentencias de adultos para las adolescentes, argumentando que una sentencia juvenil (máximo de 3 años) sería demasiado indulgente.
En enero de 2018, la más joven de las dos sospechosas, de 17 años en ese momento, fue sometida a audiencias de sentencia en el tribunal juvenil de Winnipeg, donde se declaró culpable de homicidio involuntario. Según su abogado defensor, era una «joven presa del pánico» y, por tanto, debía ser condenada como joven.
La mayor de las dos, de 17 años en el momento de la detención, ingresó en prisión preventiva en el Centro Juvenil de Manitoba (MYC, por sus siglas en inglés), un centro penitenciario juvenil con unidades de prisión preventiva, de estancia completa y de reclusos, y posteriormente se declaró culpable del cargo. El 26 de mayo de 2017, la sospechosa de 17 años tuvo su primer juicio en un tribunal provincial de Manitoba en Winnipeg, donde tanto los abogados defensores como los fiscales solicitaron una prueba psicológica. 
La fiscal de la Corona, Jennifer Comack, dijo que hubo 24 declaraciones de impacto de víctimas de familiares y amigos, además de las de personas que no conocían a McKay. El juez del tribunal provincial Rocky Pollack la condenó en junio de 2018 a 40 meses (3 años y 4 meses) de prisión seguidos de otros 23 meses (1 año y 11 meses) de supervisión condicional, la pena máxima para jóvenes en Canadá por quitar una vida. Una de las condiciones de su sentencia fue que las dos chicas no pueden comunicarse entre sí mientras se cumple la condena.
En noviembre de 2020, la sospechosa de mayor edad fue trasladada al Centro Correccional de Mujeres, un centro para adultos en Headingley. También ese año, se le denegó una solicitud de libertad anticipada para que pudiera regresar a su comunidad de la Primera Nación y tomar medidas para matricularse en la Universidad de Manitoba. El juez Pollack rechazó la petición en una decisión escrita el 26 de agosto, afirmando que la mujer «sigue sin darse cuenta de la importancia de sus consecuencias». Algunos de los motivos fueron: falsificar la firma de un miembro del personal del MYC para que le entregaran una carta por correo; tatuarse a sí misma; su participación en un grupo que se negaba a cumplir las órdenes de encierro; y ser sancionada por no tomar la medicación.
En un documento escrito a mano por la mujer, titulado My Life Story, escribió sobre la noche del asesinato:

Un par de copas se convirtieron en todo un fin de semana de borrachera. Despertar un lunes y descubrir que estabas implicada en un asesinato fue muy impactante. No recordaba mucho de ese fin de semana, pero ver un vídeo que me enseñó un amigo fue brutal. Me senté y lo negué todo porque no soy una persona violenta.

## Impacto del caso
El 25 de abril, la escuela de McKay, Sagkeeng Anicinabe High School, celebró una ceremonia de curación para los alumnos y el personal, a la que asistieron concejales.
El 27 de abril, a las 19 horas, se celebró una vigilia en el recinto powwow de Sagkeeng, tras un círculo de cantos y tambores. El 29 de abril se celebró otra vigilia, esta vez en Winnipeg, en la que participaron cientos de personas. La vigilia comenzó a las 18:30 horas en la Thunderbird House de Winnipeg, donde la gente se reunió para tocar los tambores y cantar. Desde allí, la Patrulla del Clan del Oso condujo al grupo por Waterfront Drive hasta Oodena Circle en The Forks, donde la vigilia terminaría con tambores y tabaco y refrescos donados.
El funeral de McKay se celebró en la iglesia Westwood de Winnipeg el 1 de mayo de 2017; también fue enterrada en la ciudad. El 23 de junio de 2017, en la ceremonia de graduación de la Sagkeeng Anicinabe High School, el que habría sido el asiento de McKay se dejó vacío y se marcó con una toga de graduación roja y un diploma para honrar su memoria. La escuela también concedería a McKay un diploma póstumo en la ceremonia, además de crear una beca en su nombre.
En febrero de 2018, unas 20 personas, incluidos familiares y amigos de McKay, se reunieron frente al Edificio Legislativo de Manitoba para protestar por la reducción de penas de los autores. Partiendo de la Legislatura, los manifestantes subieron por el Memorial Boulevard y atravesaron parte del centro de la ciudad.